# 유내시 (동양경후)
유내시(劉迺始, ? ~ ?)는 전한 후기의 제후로, 청하강왕의 증손이다.

## 행적
아버지 유종의 뒤를 이어 동양후(東陽侯)에 봉해젔다.
시호를 경(頃)이라 하였고, 작위는 아들 유봉친이 이었다.

## 출전
- 반고, 《한서》 권15하 왕자후표 下

| 선대 아버지 동양희후 유종 | 전한의 동양후 ? ~ ? | 후대 아들 유봉친 |